# Die Frau, nach der man sich sehnt
Die Frau, nach der man sich sehnt is een Duitse film van Kurt Bernhardt die werd uitgebracht in 1929.
Het scenario is gebaseerd op de gelijknamige roman (1927) van Max Brod.
Marlene Dietrichs rol van knappe en fascinerende vrouw zou archetypisch worden en kondigt haar latere films uit de jaren dertig met Josef von Sternberg aan.

## Samenvatting
Henri Leblanc is een telg uit een welgestelde familie. Die staat echter op de rand van de financiële afgrond en ze duidt Henri aan om een verstandshuwelijk aan te gaan met een rijke vrouw. Zoniet dreigt het failliet voor de familiale staalfabriek.
Tijdens een treinreis ontmoet Henri Stascha, een knappe maar raadselachtige vrouw op wie hij hals over kop verliefd wordt. Stascha reist in het gezelschap van een sinistere man, een zekere Dr. Karoff. Ze zoekt toenadering tot Henri en begint hem te verleiden in de hoop beschutting bij hem te vinden en aan Karoff te ontsnappen.
Omdat Stascha helemaal geen geld heeft besluit Henri zijn familie en het bedrijf in de steek te laten en met haar te vluchten. Karoff, met wie Stascha een geheim van misdadige aard deelt, achtervolgt hen echter. In Cannes brengt Henri de politie op de hoogte van de intimidaties van Karoff. Deze voelt zich in het nauw gedreven en schiet Stascha uiteindelijk neer.

## Rolverdeling
| Acteur           | Personage       |
| ---------------- | --------------- |
| Marlene Dietrich | Stascha         |
| Fritz Kortner    | Dr. Karoff      |
| Frida Richard    | mevrouw Leblanc |
| Oskar Sima       | Charles Leblanc |
| Uno Henning      | Henri Leblanc   |